# 5G
5G (voluit 5e generatie mobiele netwerk of 5e generatie draadloze systemen) is een telecommunicatie-norm. Deze kenmerkt zich door een grotere gegevensdoorvoer en minder vertraging (latentie) in vergelijking met de voorganger 4G/IMT-Advanced (International Mobile Telephony-Advanced).

## Achtergrond
Het 5G-netwerk zal theoretisch gezien 20 gigabits per seconde (Gb/s) kunnen faciliteren, hoewel in de praktijk uitgegaan wordt van 1 Gb/s (= 0,125 gigabyte per seconde) (het gemiddelde verbruik in Nederland ligt volgens de Organisatie voor Economische Samenwerking en Ontwikkeling op ruim 1 gigabyte per maand).
Voor het 5G-netwerk in Nederland is de frequentieband van 3,5 gigahertz (GHz) benodigd. Dit is echter de frequentie die in het noorden van Nederland wordt gebruikt voor spionage door het afluisterstation in het Friese Burum. Het afluisterpark van de Nederlandse inlichtingendiensten gaat daarom mogelijk uitwijken naar het buitenland.
Hoe hoger de frequentie, hoe meer capaciteit, dan wel hoe sneller de verbinding, maar hoe minder het bereik van de antenne is. Meer kleine zenders ('small cells') in het straatbeeld zullen dus het gevolg zijn, zoals in bushokjes en op lantaarnpalen. Masthoogten op boomniveau hebben een beperkende factor voor de werking van het 5G-netwerk ten aanzien van het bereik en de betrouwbaarheid: bomen dienen daarom 3 meter lager te zijn dan de hoogte van het basisstation.
5G werkt met een lagere latentie (dit is de tijd ofwel de vertragingsduur in de communicatie tussen apparaten) dan bij voorgaande netwerkgeneraties. Bij 5G worden de gegevens in 1 milliseconde verzonden, terwijl dit bij het 4G-netwerk 50 milliseconden duurt. Dit wordt als cruciale verbetering beschouwd en is natuurlijk een groot voordeel als het om snelheid gaat. 5G heeft vele voordelen ten opzichte van 4G, vooral bij machine-to-machine-communicatie (M2M).

### Antenne-opstelpunten
Voor een hoge dekkingsgraad zijn voor 5G meer antennes nodig dan voor de voorganger 4G. Nederlandse gemeenten hebben met het Rijk en mobiele operators in het Antenneconvenant afgesproken dat antennes voor dekking van mobiele netwerken zonder vergunning mogen worden geplaatst. Het convenant uit 2012 verloopt eind 2019 en er zou in datzelfde jaar een nieuwe versie moeten komen. Eind 2019 is echter de geldigheid van het convenant met een jaar verlengd tot eind 2020. Op 1 januari 2021 is een nieuw antenneconvenant ingegaan met een looptijd tot 31 december 2025.
Gemeenten zijn volgens de Europese Telecomcode wettelijk verplicht mee te werken aan plaatsingsverzoeken van de 5G-antennes. Een bureau zal onderzoek doen naar de gevolgen van het inwilligen van 'redelijke verzoeken', zoals de financiële gevolgen voor een gemeente.

### Energie
5G verbruikt meer energie dan de voorloper 4G. Hoe hoger de frequentie van de signalen, hoe meer energie ervoor nodig is om op een bepaalde afstand voldoende vermogen te kunnen leveren.
De nabijheid van een zender die vereist wordt voor het 5G-netwerk houdt in dat er meer zenders worden geplaatst dan dat er voor 4G benodigd waren. Hoewel het vermogen van deze kleinere zenders voor 5G lager zal zijn, wordt het totale energieverbruik meer. Met een verbruik van ongeveer 60% zijn de zendstations de grootste energieverbruikers binnen het telecommunicatienetwerk.
Om het energieverbruik in te perken wordt er gewerkt aan een nieuwe antennetechniek met richtingsbepaling voor het versturen van het signaal.

### Toepassingsgebied
Niet alle innovaties omtrent 5G zijn onlosmakelijk ermee verbonden: ook met 4G zijn de innovaties op het gebied van het internet der dingen al actief, zoals onderlinge connectiviteit en slimme software. Met asset tracking is het voor bijvoorbeeld bouwbedrijven mogelijk om hun materieel voorzien van RFID-chips binnen het bedrijf te lokaliseren.
Met de komst van 5G zijn een miljoen apparaten per vierkante kilometer aan te sluiten op het internet. Dat is tien keer meer dan 4G. Als toepassingsgebied voor 5G wordt genoemd: het internet der dingen (Internet of Things (IoT)), de slimme stad (smart city-functies) met slimme straatverlichting, verkeerslichten en bewakingscamera's, de zelfsturende auto's en zelfrijdende landbouwvoertuigen (car-to-car communicatie) voor precisielandbouw, drone-taxi's, verdergaande robotisering zoals met robots voor telepresence ten behoeve van het werken op gevaarlijke locaties, remote computing (op afstand toegang tot bijvoorbeeld een desktop-apparaat), operaties op afstand door een chirurg en een tactiel internet (op afstand virtuele machines besturen) voor augmented-reality- en virtual-realitysoftware.
De gevolgen kunnen onder meer voor de industrie een hogere productiviteit inhouden, en voor de maatschappij een ‘cashless society’. Beeldschermen zullen hogere beeldresoluties aankunnen.

## Implementatie
Lidstaten van de Europese Unie hebben afgesproken om rond 2020 minimaal één grote stad te hebben voorzien van het 5G-netwerk. Uiterlijk eind 2020 krijgen telecombedrijven de frequenties voor 5G-netwerken in Europa in handen; de licenties zijn dan minimaal twintig jaar geldig. In Nederland wordt mogelijk Amsterdam als eerste stad voorzien van 5G, ter ondersteuning van de Europese Kampioenschappen. In september 2017 werd daar de eerste 5G-zendmast geplaatst. Het betreft een massive MIMO-installatie van Huawei met meerdere kleine zend- en ontvangstantennes, geplaatst op het Leidseplein door T-Mobile Nederland.
Voor de Nederlandse chipfabrikant en halfgeleiderindustrieel Ampleon (dochteronderneming van JAC Capital) is voor het plaatsen van transistoren in 5G-zendmasten een voorname rol weggelegd.

### Proeven in Nederland
In april 2018 begon KPN met proeven voor het 5G-netwerk in Amsterdam-Zuidoost, Rotterdam, Drenthe en nabij Helmond voor het onderzoeken van de inzetbaarheid ervan. Het onderzoek in Amsterdam betreft het managen van menigten rond de Johan Cruyff ArenA.
Het onderzoek in Rotterdam betreft de toepassing van Internet der Dingen (Internet of Things) in de industrie met augmented reality. In het havengebied, nabij de Shell Pernis-raffinaderij, werken telecombedrijf KPN en het internationale organisatieadviesbureau Accenture samen. Met ultra-high-definitioncamera's (UHD-camera's) wordt in realtime controle en risicoanalyse gedaan op leidingen in het gebied. Een ander project is gericht op bedrijfsefficiëntie met een 'slimme helm' waarmee een werknemer zowel informatie via augmented reality met video- en spraakfuncties te zien krijgt, alsook werkinstructies kan communiceren.
Het onderzoek in Drenthe betreft het geautomatiseerd aansturen van landbouwmaterieel, zoals met zelfrijdend werktuig en inzet van drones. Een proef behelst precisielandbouw met het inzetten van drones boven de gewassen op het land voor het maken van taakkaarten die gekoppeld worden aan veldspuitmachines. Een eerste proef is gericht op loofdoding bij de aardappelteelt in Valthermond. Het pilotproject is in een samenwerkingsverband tussen de Provincie Drenthe, KPN, Agrifac, Dronehub, Wageningen University & Research (WUR) en Innovatie Veenkoloniën.
Het onderzoek in Helmond betreft technieken om zelfrijdende auto’s te laten communiceren met andere voertuigen en de weg zelf. De uitkomst van deze onderzoeken zal bepalen op welk gebied de implementatie het eerst wordt doorgevoerd.
In 2018 breidde Vodafone het onderzoeksgebied uit met proeven in Noord-Groningen; sinds 2016 werd al getest op de Groningse campus Zernike. Vanwege het gebruik van de 3,5-gigahertz frequentieband door de inlichtingendiensten is tot nader onderzoek in 2018 geen proef in Groningen mogelijk. Bij toekomstige veilingen van de mobiele frequenties voor het 5G-netwerk wordt de telecomaanbieders een landelijke dekkingsplicht opgelegd. Het Economic Board Groningen heeft dit als mogelijke toekomstige economische impuls bewerkstelligd ter compensatie van het Noord-Nederlandse aardbevingsgebied rond Loppersum. Betrokken partijen bij de eerste proef waren het Ministerie van Economische Zaken, KPN, Ericsson, Huawei en TNO. Bij de proef in Groningen wordt voor de toepassing van satellietcommunicatie/-informatie samengewerkt met de Europese Ruimtevaartorganisatie (ESA). Het eerste pilotproject van het Economic Board Groningen was in 2017 in Noord-Groningen het project 5Groningen waarbij gekeken werd naar landbouw, verkeer, zorg, energie, leefomgeving en industrie; in de landbouw ging het onder meer om een sensortechnologie voor het meten van de bodemgesteldheid, en een droneproject voor precisielandbouw.

### Proeven in België
In België doen zowel netwerkleveranciers zoals Alcatel-Lucent, Ericsson, Huawei en Nokia proeven alsook de providers. Zo heeft provider Proximus samen met Huawei de eerste proef in de openbare ruimte gedaan in Haasrode (Leuven). Ericsson zette op het Hasseltse Corda Campus het eerste 5G-netwerk van het België op zodat studenten van de Hogeschool PXL in samenwerking met het ICT-bedrijf AE uit Heverlee onderzoek kunnen verrichten naar de mogelijkheden ervan.

### Internationale ontwikkelingen
Zuid-Korea wilde landelijke dekking hebben tijdens de Olympische Winterspelen van 2018, en Japan tijdens de Olympische Zomerspelen van 2020.
In 2018 is het eerste 'overlappende antennedeken' (network data layer) gelegd in Duitsland in een samenwerking tussen Hewlett Packard Enterprise (HPE) en Deutsche Telekom.
Bulgarije, Griekenland en Servië zijn in 2018 in EU-verband een grensoverschrijdend project overeengekomen om met het ontwikkelen van een 5G-corridor tussen de steden Thessaloniki, Sofia en Belgrado zelfsturende auto's te testen. Een jaar eerder kwamen 27 EU-lidstaten overeen om een pan-Europees niveau een grootschalige test te ontwikkelen voor onderling verbonden en geautomatiseerde mobiliteit op Europese snelwegen.
In de automotive-industrie wordt samengewerkt. De 5G Automotive Association (5GAA) is een samenwerking tussen de automotive-industrie, technologieconcern Qualcomm en Savari. Onder de 85 leden zijn autofabrikanten - waaronder Ford Motor Company, BMW Group en Groupe PSA - softwareontwikkelaars, netwerkproviders en weginstanties. Zij testen de communicatie tussen voertuigen en infrastructuur. Huawei ontwikkelde voor de 5G-mobiele datatechnologie de Tiangang-chipset voor basisstations en Balong 5000-modem voor 'endpoints'.
In 2018 zijn maatregelen genomen in Australië, Nieuw-Zeeland en de Verenigde Staten om Huawei, een van 's werelds grootste leveranciers van telecominfrastructuur, te weren op het 5G-netwerk omdat via dit telecombedrijf de Chinese overheid toegang zou kunnen krijgen tot vertrouwelijke informatie. Het Britse National Cyber Security Centre (NCSC) is met Huawei overeengekomen dat het 5G-netwerk van Groot-Brittannië moet voldoen aan speciale vereisten ten aanzien van de veiligheid. Ook in Japan wordt Huawei niet toegelaten op de markt om het 5G-netwerk aan te leggen. In Nederland loopt nog een veiligheidsonderzoek door het Nationaal Coördinator Terrorisme en Veiligheid (NCTV); voor het Nederlandse 4G-netwerk van KPN en T-Mobile wordt gebruik gemaakt van Huawei.

## Frequentieveiling
Via veilingen worden de vergunningen voor het gebruik van frequenties verdeeld. De Europese Unie heeft in de Telecomcode wettelijk bepaald dat haar lidstaten uiterlijk eind 2020 de 3,5GHz-band vrij moeten hebben voor gebruik.

### Nederland
In Nederland was de spectrumveiling onder de telecomaanbieders van de 5G-frequenties van 700 en 1400 megahertz en de herveiling van de UMTS-frequentie 2100 megahertz aanvankelijk gepland voor eind 2019. Ook in 2023 werd de veiling uitgesteld. Uiteindelijk startte de veiling voor de 3,5GHz-frequentie op 25 juni 2024. De veiling wordt gecoördineerd door het Rijksinspectie Digitale Infrastructuur (RDI) dat onderdeel is van het Ministerie van Economische Zaken en Klimaat.
De frequentieband van 700 megahertz was voorheen beschikbaar voor digitale televisie, die van 1400 voor Defensie en wetenschappelijk onderzoek, en die van 2100 voor 3G. Om bij de veiling in aanmerking te komen voor een licentie geldt als eis dat de providers een landelijke dekking moeten garanderen van 98%. De Rijksoverheid heeft hiertoe het Actieplan Digitale Connectiviteit opgesteld. Het kabinet-Rutte III heeft onder de noemer Nederland Digitaal de ambitie om Nederland binnen Europa voorop te laten lopen met de digitale infrastructuur. Sinds 1 oktober 2018 worden volgens de Europese regelgeving vaste telecomnetwerken opengesteld voor andere aanbieders om concurrentie te bevorderen, deze open netwerktoegang betreft in Nederland de vaste netwerken van KPN (3,5 miljoen vaste internet- en tv-abonnees) en VodafoneZiggo (3,9 miljoen kabelabonnees). KPN moest eerder al haar netwerk openstellen. De organisatie die in Nederland daar toezicht op houdt is de Autoriteit Consument en Markt. Volgens dezelfde Europese regelgeving zal voor de vergunningen een minimumduur van twintig jaar gelden.
Eind juni 2020 veilt het Agentschap Telecom via een elektronisch veilingsysteem als eerste de toegang tot de 700-MHz-band - die nodig is voor een landelijk dekkend 5G-netwerk - de 1400- en 2100-MHz-band. De veiling gebeurt in twee fasen: eerst de biedingen voor de verdeling van de 26 kavels en daarna de biedingen voor de toewijzing voor de voorkeursfrequentie op de spectrumband. Deelnemers aan de veiling zijn KPN, T-Mobile en VodafoneZiggo. De veiling heeft 1,23 miljard euro opgeleverd. Naast de biedingen op de belangrijkste frequentieband van 700 MHz is er ook geboden op de andere banden. KPN betaalde in totaal 416 miljoen euro, Vodafone 407 miljoen en T-Mobile 400 miljoen. Iedere provider heeft een even groot stuk in handen van de 700MHz-frequentieband waarvoor de providers elk evenveel betaalden. De uitgegeven vergunningen zijn geldig tot 2040.

#### Vrije ruimte
Voor Nederland komt met de frequentieverdeling het gedeelte aan vrije ruimte in het frequentiespectrum onder druk te staan. Het vrije spectrum kan bijvoorbeeld worden gebruikt om consumentenapparatuur onderling te laten communiceren, zonder dat daarvoor dan een abonnement bij een provider benodigd is.

### België
In België was aanvankelijk de spectrumveiling gepland voor in het voorjaar van 2019. Het betreft dan de frequentiebanden van 700, 1400 en 3600 megahertz voor voornamelijk het gebruik van 5G vanaf 2020, alsook frequentiebanden voor het 4G-netwerk waarvan de huidige licenties in maart 2021 verlopen, te weten de 900, 1800 en 2600 megahertz-frequentiebanden. Bij de veiling van 5G is ruimte voor een vierde telecomaanbieder. De veiling wordt gedaan door het Belgisch Instituut voor Postdiensten en Telecommunicatie (BIPT).
De inkomsten van de veiling in België worden geschat op 680 miljoen euro, waarbij het grootste deel van de inkomsten uit de verlenging komt van de bandbreedtes voor de bestaande 3G- en 4G-netwerken. Bij eerdere veilingen was de inkomstenverdeling 80 procent voor de federale overheid en 20 procent voor de deelstaten. De veiling voor 5G heeft vertraging opgelopen doordat er geen overeenstemming is tussen de federale overheid en de deelstaten over een nieuwe verdeelsleutel. De licenties om 5G te mogen aanbieden zullen in 2021 worden afgegeven.
Twee Belgische telecombedrijven hadden voor de frequentieveiling al via band 42 op 3,5 GHz toegang tot 5G verworven. Het zijn het Waalse telecombedrijf Gridmax voor toegang tot het 5G-netwerk in enkele landelijke gebieden in Wallonië, en het Brugse telecombedrijf Citymesh voor toegang tot 5G aan de kust, in Brugge, Gent en Antwerpen en hun randgemeenten, en Brussel. In 2017 wees de EU op het radiospectrum band 42 aan als voorkeursband voor het opzetten van een 5G-netwerk, terwijl in 2015 Citymesh daartoe al toegang had verworven met een aanvraag bij het BIPT. 5G werd daarmee echter niet meteen operationeel omdat de antennes nog aanpassingen behoeven. Gridmax werd in 2020 overgenomen door de Europese IT integrator Cegeka.

## Gezondheidsfactoren
Hoewel de aangekondigde introductie van 5G is aangegrepen door een groep wetenschappers om de Europese Commissie te waarschuwen voor gezondheidsrisico's, lijkt er vooralsnog geen reden te zijn om de gezondheidsrisico's van 5G anders te beschouwen dan die van elektromagnetische velden die al langer gebruikt worden voor mobiele communicatie. Het Kennisplatform EMV stelt dat het nog niet duidelijk is of door 5G de blootstelling aan elektromagnetische velden toe zal nemen omdat 5G nog nergens op grote schaal geïntroduceerd is. Om vast te stellen hoe maximale veldsterkteniveaus van 5G zich verhouden tot zowel de wettelijke blootstellingslimieten alsmede veldsterkteniveaus van de huidige systemen zijn veldsterktemetingen uitgevoerd nabij 5G test sites.
Geen wetenschappelijk bewijs

Er is geen wetenschappelijk bewijs vastgesteld voor gezondheidsrisico's bij 5G. Specifiek onderzoek naar 5G ontbreekt, maar het 5G-netwerk maakt ook gebruik van frequenties die eerder in bijvoorbeeld 3G en 4G zijn gebruikt, waar al meer over bekend is. Het zijn met name de hogere frequenties van 3,5 GHz en 26 GHz waar minder over bekend is omdat deze banden voor mobiel internet nieuw zijn.
5G maakt, net zoals 4G en 3G, gebruik van elektromagnetische velden, specifiek radiofrequente velden (RF-velden). Sterke RF-velden kunnen het lichaam opwarmen, wat voor organen schadelijk kan zijn. Hoogfrequente signalen zijn 'zwakker' en hebben meer moeite om tot een lichaam door te dringen. De diepte waarin 5G-velden in het lichaam kunnen doordringen zijn bij de 700MHz-band 50 mm, bij de 3,5GHz-band 20 mm, en bij de 26GHz-band 1 mm.

### Rechterlijke uitspraak over uitrol in Nederland
De stichting Stop5GNL heeft tegen de Nederlandse staat een kort geding aangespannen om verdere uitrol van 5G tegen te gaan. In mei 2020 wees de voorzieningenrechter de vorderingen in haar vonnis af. Het is onduidelijk hoe de ontwikkeling zal zijn van 5G-systemen en de daardoor veroorzaakte veldsterktes. Het Agentschap Telecom blijft deze veldsterktes monitoren en de Staat zal ingrijpen als in de toekomst uit de metingen blijkt dat de door de International Commission on Non-Ionizing Radiation Protection (ICNIRP) gestelde richtlijnen (zullen) worden overschreden. Bovendien zal de Staat ingrijpen als volgens nieuwere inzichten de blootstellingslimieten moeten worden aangepast, oftewel als er gezondheidsrisico’s blijken te zijn bij blootstelling aan elektromagnetische golven ónder de vastgestelde limieten. De uitrol is niet onomkeerbaar. De stichting Stop5GNL gaat in hoger beroep. In dat hoger beroep dat in 2021 diende, verklaarde het gerechtshof in Den Haag de stichting niet-ontvankelijk, aangezien deze volgens het gerechtshof in plaats van een civiele een bestuursrechtelijke procedure had moeten starten. De stichting is oneens met die uitspraak.

### Activisme
In 2020 werden brandstichtingen gepleegd onder telecommasten in Nederland (tientallen waaronder in Beesd, Liessel, Nuenen, Rijswijk (Gld.) en, Dronten, Almere, Rotterdam, Groningen, Tilburg, Oudenbosch, Veldhoven, Roermond), België (Pelt), Engeland (tientallen brandstichtingen, waaronder in Dagenham, Huddersfield, Birmingham, Liverpool), Wales, Schotland, Ierland (Belfast, Letterkenny, Cork), Italië (Bergamo, La Spezia, Maddaloni), Kroatië (Bibinje), Zweden en op Cyprus. In Nederland is brand gesticht en is de Nationaal Coördinator Terrorismebestrijding en Veiligheid (NCTV) ingeschakeld vanwege aanvallen op vitale infrastructuur. Op sociale media worden complottheorieën over een verband tussen de coronapandemie van 2020 en 5G aangehaald.

## Veiligheid
De Nederlandse Rijksoverheid heeft een Nederlandse Cybersecurity Agenda (NCSA) opgesteld om dreigingen die uitgaan van de digitale wereld af te wenden. Als bedreigingen worden bezien de dreiging van criminelen, economische en politieke spionage en digitale sabotage. De Nationaal Coördinator Terrorismebestrijding en Veiligheid stelt jaarlijks het actuele dreigingsbeeld op.

## Internationale betrekkingen[99]
Verenigde Staten versus China

Tussen de Verenigde Staten (en bondgenoten) en China heerst een internationale strijd om de markt voor het opzetten van 5G-netwerken. In 2015 heeft China met het strategische overheidsplan 'Made in China 2025' een ambitie neergezet om een voorname rol te spelen op het terrein van innovatie. Door het weren van grote Amerikaanse tech-bedrijven heeft het land de groei van bedrijven zoals Baidu, Alibaba en Tencent mogelijk gemaakt. In 2018 verbood de Verenigde Staten op zijn beurt Amerikaanse bedrijven om gedurende zeven jaar producten te verkopen aan het Chinese telecommunicatiebedrijf ZTE, vanwege het verbreken van een afspraak en het illegaal leveren van goederen aan Iran. De Verenigde Staten, Australië en Nieuw-Zeeland weren routers, zendmasten, telefoons en andere producten van Huawei van hun markt vanwege een gecreëerd wantrouwen tegenover het Chinese bedrijf en verdenkingen van spionagemogelijkheden bij telecomprojecten. De arrestatie van Huawei-topvrouw Meng Wanzhou door Canada op verzoek van de Verenigde Staten wordt ook in het licht van de onderlinge handelsstrijd omtrent de 5G-markt bezien. Het maakte van de handelsoorlog tussen de Verenigde Staten en China een tech-oorlog. Over en weer geven de landen negatieve reisadviezen voor elkaar.
De Amerikaanse regering plaatste in 2019 Huawei en Hikvision op een zwarte lijst vanwege nationale veiligheid en leidde een internationale campagne om bondgenoten ervan te overtuigen Huawei uit te sluiten van hun 5G-netwerken. In 2020 stelde de Amerikaanse regering dat het Chinese leger de techbedrijven Huawei en Hikvision (een producent van bewakingscamera's) bezit dan wel er controle over heeft, en steun verstrekt aan andere Chinese bedrijven waaronder China Mobile Communications, China Telecommunications en ook vliegtuigbouwer Aviation Industry Corp of China - sancties kunnen hierdoor worden aangescherpt waardoor Amerikaanse bedrijven nog verder beperkt zijn om zaken met hen te doen. Zo kan bijvoorbeeld Huawei geen smartphones produceren met Google-diensten (Playservices) erop of met de Android-appwinkel Play Store.
In 2020 gaf Groot-Brittannië ondanks druk vanuit de Verenigde Staten, in de week van de uittreding uit de EU, groen licht aan Huawei om een pakket te leveren voor het 5G-netwerk van Groot-Brittannië. De keuze voor Huawei werd hoofdzakelijk ingegeven door de goedkope levering. De Verenigde Staten dreigt hierop met een informatiestop met het Verenigd Koninkrijk om het te laten afzien van het gebruik van de diensten van Huawei.
In 2020 heeft voor België de Nationale Veiligheidsraad beslist dat voor de kern van het netwerk leveranciers met een hoog risicogehalte moeten worden uitgesloten. Daarbij wordt uitgegaan van een lijst zoals is opgesteld door de Europese Commissie; de Chinese bedrijven Huawei en ZTE staan daar niet bij name in vermeld. Hiermee is de druk op EU-lidstaten verder toegenomen om niet langer zaken te doen met Huawei, vooral door toedoen van de Verenigde Staten.